# RMS Baltic (1903)
El RMS Baltic fue un transatlántico británico de la compañía naviera White Star Line, que operó para dicha compañía entre los años 1904 y 1933.
El Baltic, junto con sus buques gemelos (el Celtic, el Cedric, y el Adriatic), fueron conocidos como los Cuatro Grandes, debido a que fueron los barcos de pasajeros más grandes del mundo hasta 1907, en cuyo año la naviera rival Cunard Line puso en servicio el Lusitania y, poco después, el Mauretania.
El Baltic fue también uno de los barcos que envió mensajes de advertencia sobre la presencia de hielo al RMS Titanic antes de la colisión de este último con un iceberg durante su travesía inaugural en abril de 1912, pero los mensajes fueron ignorados, lo que desembocó en su trágico hundimiento.
Finalmente, en 1933, la White Star lo vendió para su desguace y fue trasladado a Osaka (Japón), donde fue desmantelado.